# Afrikaspiele 2019/Leichtathletik – 400 m der Frauen

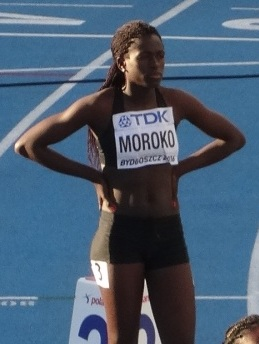
Die Siegerin Galefele Moroko (2016)

Der 400-Meter-Lauf der Frauen bei den Afrikaspielen 2019 fand am 26., 27. und 28. August im Stade Moulay Abdallah in Rabat statt.
31 Läuferinnen aus 19 Ländern nahmen an dem Wettbewerb teil. Die Goldmedaille gewann Galefele Moroko mit 51,30 s, Silber ging an Favour Ofili mit 51,68 s und die Bronzemedaille gewann Grace Obour mit 51,86 s.

## Rekorde
| Weltrekord        | Marita Koch  | 47,60 s | Canberra, Australien             | 6. Oktober 1985 |
| Rekord der Spiele | Fatima Yusuf | 49,43 s | Afrikaspiele in Harare, Simbabwe | August 1995     |

## Vorläufe
Aus den vier Vorläufen qualifizierten sich die jeweils drei Ersten jedes Laufes – hellblau unterlegt – und zusätzlich die vier Zeitschnellsten – hellgrün unterlegt – für das Halbfinale.

### Lauf 1
26. August 2019, 16:00 Uhr
| Platz | Bahn | Athletin                   | Land           | Zeit (s) |
| ----- | ---- | -------------------------- | -------------- | -------- |
| 1     | 2    | Favour Ofili               | Nigeria        | 52,20    |
| 2     | 8    | Grace Obour                | Ghana          | 52,53    |
| 3     | 5    | Tjipekapora Herunga        | Namibia        | 53,45    |
| 4     | 6    | Marcelle Bouele Bondo      | Republik Kongo | 54,20    |
| 5     | 1    | Nashiba Nabirye            | Uganda         | 54,30    |
| 6     | 7    | Saka Souliatou Ajjouolakpe | Benin          | 54,70    |
| 7     | 3    | Fatou Gaye                 | Senegal        | 56,30    |
| 8     | 4    | Kadia Dembele              | Mali           | 56,59    |

### Lauf 2
26. August 2019, 16:07 Uhr
| Platz | Bahn | Athletin                | Land         | Zeit (s) |
| ----- | ---- | ----------------------- | ------------ | -------- |
| 1     | 3    | Galefele Moroko         | Botswana     | 52,70    |
| 2     | 2    | Stella Wonruku          | Uganda       | 54,99    |
| 3     | 6    | Amarachukwu Jecinta Obi | Nigeria      | 55,24    |
| 4     | 5    | Linda Angounou          | Kamerun      | 55,62    |
| 5     | 1    | Worknesh Mesele         | Äthiopien    | 55,79    |
| 6     | 8    | Mary Thomas Tarawally   | Sierra Leone | 57,45    |
| 7     | 7    | Hellen Syombua          | Kenia        | 58,83    |
|       | 4    | Nafy Mane               | Senegal      | DSQ 1    |

### Lauf 3
26. August 2019, 16:14 Uhr
| Platz | Bahn | Athletin                 | Land      | Zeit (s) |
| ----- | ---- | ------------------------ | --------- | -------- |
| 1     | 5    | Mary Moraa               | Kenia     | 52,31    |
| 2     | 3    | Leni Shida               | Uganda    | 53,31    |
| 3     | 2    | Assia Raziki             | Marokko   | 53,43    |
| 4     | 7    | Eman Elbashl             | Ägypten   | 53,68    |
| 5     | 8    | Mariama Mamoudou Ittatou | Niger     | 55,86    |
| 6     | 6    | Tsige Duguma             | Äthiopien | 56,37    |
| 7     | 4    | Mamakoli Senauoane       | Lesotho   | 58,90    |

### Lauf 4
26. August 2019, 16:21 Uhr
| Platz | Bahn | Athletin              | Land         | Zeit (s)    |
| ----- | ---- | --------------------- | ------------ | ----------- |
| 1     | 8    | Beatrice Masilingi    | Namibia      | 53,33       |
| 2     | 6    | Patience Okon George  | Nigeria      | 53,55       |
| 3     | 2    | Linda Kageha          | Kenia        | 54,12       |
| 4     | 3    | Maggie Barrie         | Sierra Leone | 54,39       |
| 5     | 1    | Danel Holton          | Südafrika    | 56,91       |
| 6     | 5    | Tlhomphang Basele     | Botswana     | 57,00       |
| 7     | 4    | Msgana Haylu Zemedkun | Äthiopien    | 57,29       |
| 8     | 7    | Tasabih Mahdi         | Sudan        | 1:03,90 min |

## Halbfinale
Aus den zwei Halbfinalläufen qualifizierten sich die jeweils vier Ersten jedes Laufes – hellblau unterlegt – für das Finale.

### Lauf 1
27. August 2019, 16:07 Uhr
| Platz | Bahn | Athletin              | Land           | Zeit (s) |
| ----- | ---- | --------------------- | -------------- | -------- |
| 1     | 3    | Galefele Moroko       | Botswana       | 51,53    |
| 2     | 6    | Mary Moraa            | Kenia          | 51,75    |
| 3     | 5    | Patience Okon George  | Nigeria        | 51,96    |
| 4     | 4    | Leni Shida            | Uganda         | 51,99    |
| 5     | 7    | Tjipekapora Herunga   | Namibia        | 53,49    |
| 6     | 2    | Nashiba Nabirye       | Uganda         | 53,71    |
| 7     | 8    | Linda Kageha          | Kenia          | 54,12    |
| 8     | 1    | Marcelle Bouele Bondo | Republik Kongo | 54,65    |

### Lauf 2
27. August 2019, 16:14 Uhr
| Platz | Bahn | Athletin                | Land         | Zeit (s) |
| ----- | ---- | ----------------------- | ------------ | -------- |
| 1     | 4    | Favour Ofili            | Nigeria      | 51,94    |
| 2     | 5    | Grace Obour             | Ghana        | 52,14    |
| 3     | 6    | Beatrice Masilingi      | Namibia      | 52,39    |
| 4     | 7    | Assia Raziki            | Marokko      | 53,07    |
| 5     | 2    | Eman Elbashl            | Ägypten      | 53,84    |
| 6     | 3    | Stella Wonruku          | Uganda       | 54,11    |
| 7     | 8    | Amarachukwu Jecinta Obi | Nigeria      | 54,93    |
|       | 1    | Maggie Barrie           | Sierra Leone | DNS      |

## Finale
28. August 2019, 17:49 Uhr
| Platz | Bahn | Athletin             | Land     | Zeit (s) |
| ----- | ---- | -------------------- | -------- | -------- |
|       | 3    | Galefele Moroko      | Botswana | 51,30    |
|       | 4    | Favour Ofili         | Nigeria  | 51,68    |
|       | 5    | Grace Obour          | Ghana    | 51,86    |
| 4     | 6    | Mary Moraa           | Kenia    | 51,97    |
| 5     | 8    | Patience Okon George | Nigeria  | 52,18    |
| 6     | 1    | Leni Shida           | Uganda   | 52,47    |
| 7     | 7    | Beatrice Masilingi   | Namibia  | 52,56    |
| 8     | 2    | Assia Raziki         | Marokko  | 53,24    |